# Opistharsostethus sanguineus
Opistharsostethus sanguineus är en insektsart som beskrevs av Schmidt 1911. Opistharsostethus sanguineus ingår i släktet Opistharsostethus och familjen spottstritar. Inga underarter finns listade i Catalogue of Life.